# Abu l-Fath Khan Jawanxir
Abu l-Fath Khan Jawanxir (s. XVII-XVIII) fou fill del kan de Karabagh Ibrahim Khalil Khan Jawanxir, i per la seva germana era cunyat de Fat·h-Alí Xah Qajar de Pèrsia.
A la primera guerra russopersa el kan es va posar sota protectorat rus (1804), però Abu l-Fath va lluitar al costat del perses. El pare va morir en circumstàncies estranyes a la seva capital Balk el 14 de juny de 1806; en el tractat de Gulistan (1813) la major part del kanat fou cedit a l'Imperi Rus. Abans de la signatura Abu l-Fath ja es va retirar del kanat amb els seus partidaris.
Va rebre en compensació el govern de Dezmar, un territori al sud del riu Araxes, que agafava el nom d'un dels seus afluents a Ordubad, que havia quedar sota sobirania persa. En els següents anys es va infiltrar cap a la zona russa del kanat i va residir a Garmi al sud de Balk segurament amb la complicitat del seu germà Madhi Kuli Khan Muzaffar, que havia estat el successor del pare el 10 de setembre del 1806 i governava el kanat sota protectorat rus.
El 1818 el persa Abbas Mirza va envair el sud de kanat suposadament rus i va establir a Abu l-Fath Khan Djawanshir en aquesta zona. Se suposa que va restar a la zona fins a la segona guerra russo-persa. El seu germà Mahdi Kuli Khan va creuar a territori persa l'octubre del 1822. Al tractat de Turkmanchay tot el Karabagh fou cedit a Rússia. D'Abu l-Fath no se'n torna a parlar.